# Берард, Брайан
Бра́йан Уо́ллес Бера́рд (англ. Bryan Wallace Berard; 5 марта 1977, Вунсокет, Род-Айленд, США) — американский хоккеист, защитник. Был выбран под 1-м номером на драфте 1995 года клубом НХЛ «Оттава Сенаторз». Известен тем, что во время одного из матчей получил серьёзную травму глаза.

## Биография

### Игровая карьера
Берард был задрафтован в 1995 году клубом «Оттава Сенаторз» под 1-м номером. За «Сенаторз» он так и не сыграл ни единого матча, и в январе 1996 года вместе с Мартином Стракой был обменян в «Нью-Йорк Айлендерс» на Уэйда Реддена и Дэмиана Роудза. В «Айлендерс» он сразу пришёлся ко двору и по итогам сезона 1996-97 был награждён Колдер Трофи как лучший новичок НХЛ. После двух с половиной лет в составе «Айлендерс» был обменян в «Торонто Мейпл Лифс».
После своего лучшего дебютного сезона вторым по результативности у Берарда получился сезон 2003-04 в составе «Чикаго Блэкхокс», в котором он забросил 13 шайб, сделал 34 голевые передачи и набрал 47 очков всего в 58 проведённых матчах. Всего в регулярных чемпионатах НХЛ Берард провел 619 матчей, забросил 76 шайб, сделал 247 голевых передач и набрал 323 очка. Он по-прежнему официально числится свободным агентом, поскольку не объявлял о завершении карьеры.
Берард был членом сборной США на Олимпиаде в Нагано в 1998 году.

### Травма глаза
11 марта 2000 года во время матча «Торонто» в Оттаве с «Сенаторз» клюшка Мариана Хоссы попала Берарду в правый глаз, сильно его повредив. Склера глаза была серьёзно рассечена, в результате чего произошёл разрыв и отслоение сетчатки. Несмотря на неутешительные прогнозы врачей, Берард был уверен, что ему удастся продолжить карьеру. Однако, впоследствии он получил от страховой компании, сотрудничающей с НХЛ, $6 млн в качестве пособия по инвалидности, что фактически означало завершение карьеры.
В течение года он перенес семь операций на глазу. Он приступил к простым тренировкам в апреле 2001 года, а через несколько месяцев — и к тренировкам на льду. Он стал носить контактные линзы, которые позволили ему улучшить зрение до минимальных требований НХЛ.
Когда стало ясно, что он сможет продолжить свою карьеру, наибольшую заинтересованность в нём проявили «Нью-Йорк Рейнджерс». Берард вернул свою страховку, и вернулся в НХЛ. Возвращение получилось настолько хорошим, что его пробный контракт ещё до окончания сезона превратился в двухмиллионный на сезон 2002-03, включавший также опцию возможного двухразового продления контракта на один год. Однако, после неудачного завершившегося сезона 2001-02 (всего 2 заброшенных шайбы и 23 набранных очка в 82 матчах) «Рейнджерс» приняли решение расторгнуть контракт с Берардом.
После этого Берард провел по одному удачному сезону в «Бостон Брюинз» и «Чикаго Блэкхокс», потом подписал контракт с «Коламбус Блю Джекетс» перед сезоном 2005-06. За свою преданность хоккею в 2004 году Берард получил Билл Мастертон Трофи.

### Допинг
В начале 2006 года допинг-тест Берарда, взятый в ноябре 2005 года, выявил наличие анаболического стероида. Он был первым игроком НХЛ, уличенном в применении допинга. НХЛ не применила никаких санкций против Берарда, т.к. тест проводили не они, но он был отстранен от международных соревнований на два года, начиная с 3 января 2006 года. В интервью после данного инцидента Берард сказал: 

«Я совершил ошибку, в результате которой получил дисквалификацию. Несмотря на то, что это было сделано неумышленно, я беру всю ответственность на себя. После этого неприятного факта я осознал всю тяжесть проблемы. Я разочарован в себе. Такого больше не повторится.»

### Сезон 2007-08
Берард принял предложение «Нью-Йорк Айлендерс» присоединиться к их тренировочному лагерю перед сезоном 2007-08. По результатам тренировочного лагеря Берарду был предложен однолетний контракт. В своей первой игре после возвращения в «Айлендерс» Берард забросил победную шайбу в ворота «Нью-Йорк Рейнджерс» (2:1).

### «Филадельфия Флайерз»
Перед стартом сезона 2008-09 Берард был приглашен в тренировочный лагерь клуба «Филадельфия Флайерз». Несмотря на две голевые передачи в последнем контрольном матче «Филадельфии», клуб не предложил Берарду контракта.

### КХЛ
16 ноября 2008 года Берард перешёл в клуб КХЛ «Витязь (Чехов)». В 25 проведённых матчах он набрал 17 очков.

### Награды
- Член символической команды новичков НХЛ в 1997 году.
- Колдер Трофи в 1997 году.
- Билл Мастертон Трофи в 2004 году.

## Статистика
| Легенда | Легенда                    | Легенда | Легенда                   | Легенда | Легенда    |
| ------- | -------------------------- | ------- | ------------------------- | ------- | ---------- |
| И       | Количество проведённых игр | Штр     | Штрафное время            | +/−     | Плюс-минус |
| Г       | Голы                       | П       | Голевые передачи          | О       | Очки       |
| -       | Статистика неизвестна      | —       | Статистика не учитывалась |         |            |